# Cerastium lithospermifolium
Cerastium lithospermifolium är en nejlikväxtart som beskrevs av Fisch.. Cerastium lithospermifolium ingår i släktet arvar, och familjen nejlikväxter. Inga underarter finns listade i Catalogue of Life.